# 埃斯特冰原島峰
埃斯特冰原島峰（英語：Esther Nunatak），是南極洲的冰原島峰，位於南設得蘭群島的喬治王島東北部，處於布里姆斯通峰西南面4公里，在1937年由英國研究隊繪入地圖和命名，現時由南極條約體系管理。